# Bromus interruptus
Bromus interruptus är en gräsart som först beskrevs av Eduard Hackel, och fick sitt nu gällande namn av George Claridge Druce. Bromus interruptus ingår i släktet lostor, och familjen gräs. Inga underarter finns listade i Catalogue of Life.
Denna växt förekom fram till 1970-talet glest fördelad i England söder om en linje mellan mynningsviken The Wash och Severn Estuary (del av Bristolkanalen). Det naturliga beståndet försvann troligtvis på grund av bekämpningsmedel. Innan infördes växten i Nederländerna men troligtvis har den inte etablerad sig där. Året 2005 startades ett projekt för att återinföra Bromus interruptus i Aston Rowant National Nature Reserve i Chiltern Hills. Gräset bildade sedan frön och därför antas att projektet är framgångsrik. Liknande projekt påbörjades i grevskapen Cambridgeshire och Wiltshire. Populationerna kan inte än betecknas som naturliga. Arten listas därför av IUCN som utdöd i vilt tillstånd (EW).